# Kerk van Etersheim
De kerk van Etersheim werd rond 1900 gebouwd ten behoeve van de hervormde gemeente van de Noord-Hollandse plaats Etersheim in de gemeente Edam-Volendam.

## Geschiedenis

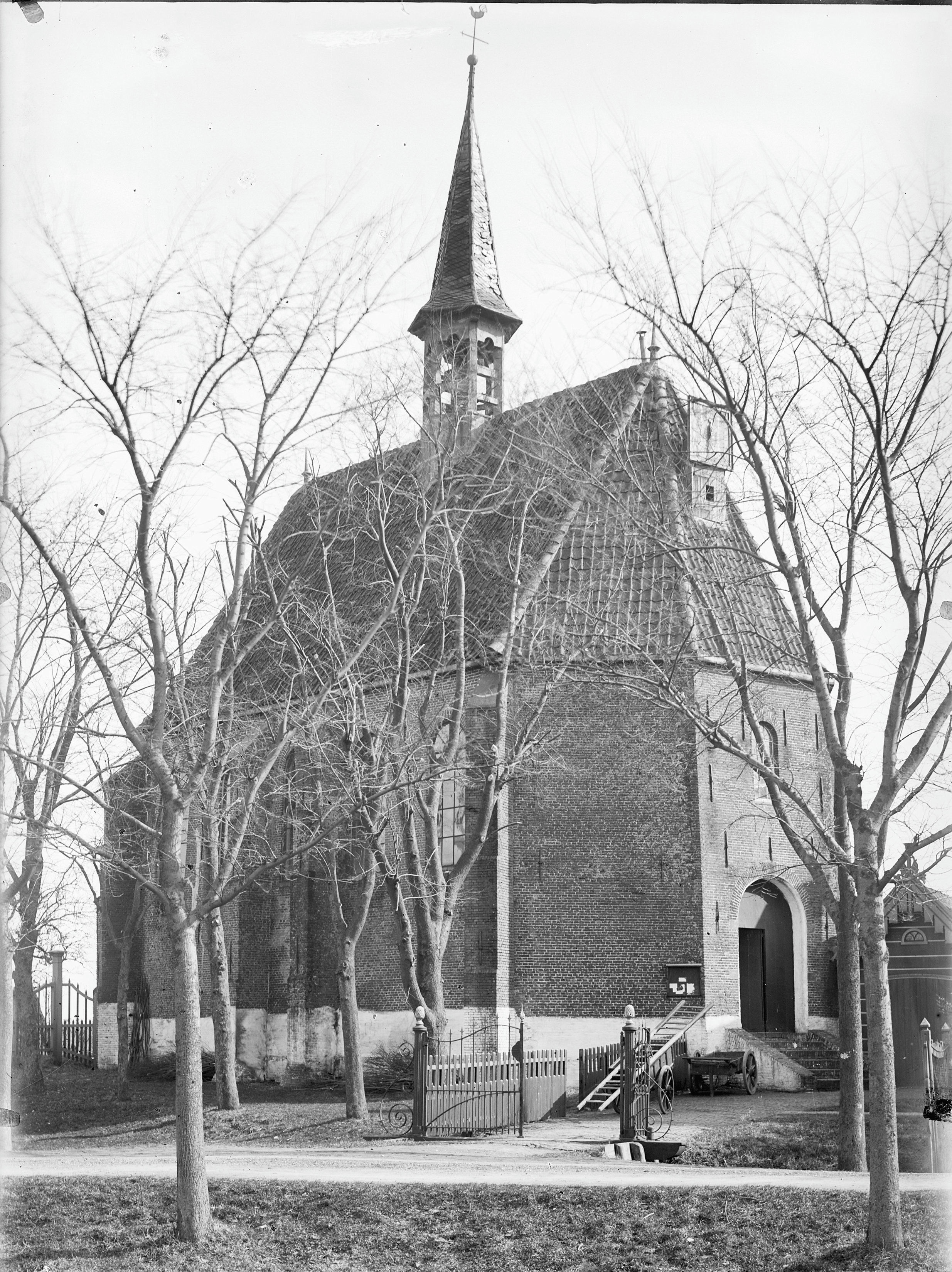
De oude kerk van Etersheim in maart 1901 voor de afbraak

De eerste kerk van Etersheim is samen met het oude dorp verzwolgen in de toenmalige Zuiderzee. Een nieuw dorp Etersheim, inclusief kerk, werd westelijker van de oorspronkelijke ligging, binnen de bescherming van de zeedijk, opnieuw opgebouwd. Ook deze 17e- of 18e-eeuwse kerk bestaat niet meer. De stenen van deze kerk werden hergebruikt bij de nieuwbouw die eind 19e eeuw, begin 20e eeuw plaatsvond. Deze nieuwe kerk kwam gereed in 1901.

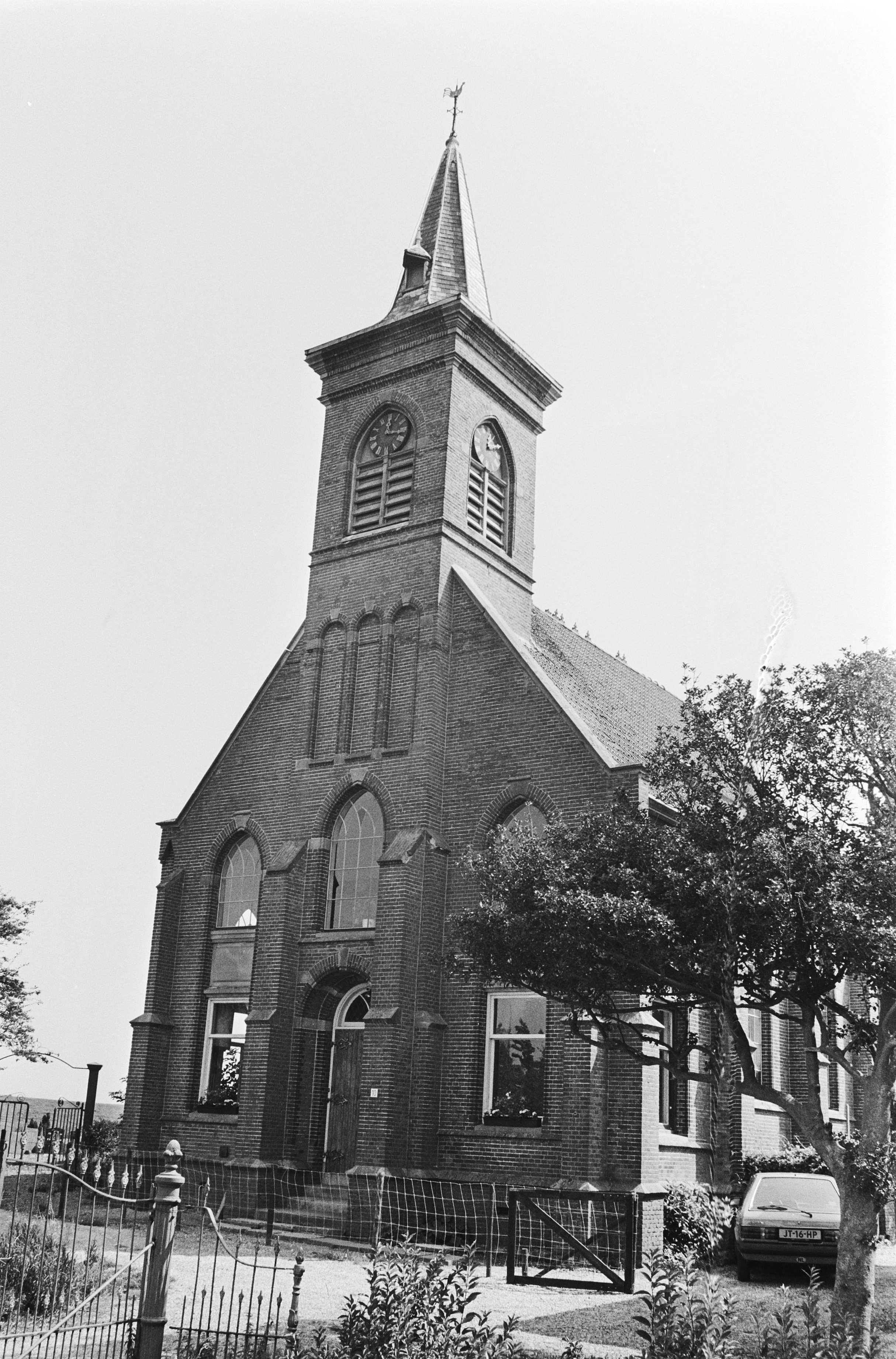
De kerk in 1983

In 1984 moest de toren, vanwege de bouwvallige staat, worden afgebroken. Er resteert van de toren nog slechts een afgeknot onderstuk. Links van de kerk ligt, op een hoger gelegen terrein, het kerkhof. Rechts van de kerk staat de voormalige pastorie.
Vanwege het teruglopend aantal kerkbezoekers werd de kerk afgestoten voor het kerkelijk werk. Het gebouw deed vervolgens in eerste instantie dienst als theater. Ook de Amsterdamse satanskerk huurde het gebouw enige tijd.
Daarna werd het gebouw geschikt gemaakt voor particuliere bewoning. Het gebouw doet sinds 2012 tevens dienst als bed & breakfastaccommodatie.